# Minamoto no Sanetomo
En aquest nom japonès, el cognom és Minamoto.
Minamoto no Sanetomo (源 実朝, 17 de setembre de 1192 - 13 de febrer de 1219) va ser el tercer shogun del shogunat Kamakura i l'últim líder del clan Minamoto del Japó. Va ser el segon fill del primer shogun Minamoto no Yoritomo i la seva mare va ser Hōjō Masako, el seu germà gran era el segon shogun Minamoto no Yoriie.
Amb la mort del seu pare el 1199, el seu avi Hōjō Tokimasa, va usurpar el poder militar i públic del shogunt, deixant el títol de shogun a una figura nominal. Yoriie se va convertir en shogun el 1202, però va ser suspès l'any següent i condemnat a arrest domiciliari per ser acusat de conspirar contra el clan Hōjō i assassinat per membres d'aquest mateix clan el 1204. El 1203 Sanetomo seria shogun, però com a govern titella de la seva pròpia mare Masako, que era manipulat per crear un conflicte contra el seu avi. D'aquesta manera Tokimasa va intentar parar el seu net incomptables vegades des del 1205. Sanetomo, va dedicar molta part del seu temps en la poesia, i va crear al voltant de 700 poemes sota l'assistència de Fujiwara no Teika; també va aconseguir relacionar-se amb la Cort Imperial, que també tenia un poder molt limitat.
va ser nomenat ministre de dret el 1218. La por que tenia en què el poguessin assassinar va provocar que fos un alcoholic crònic. En l'any nou llunar 1219 va ser assassinat pel seu cosí Minamoto Kugyō, segon fill de Yoriie. Al no haver deixar descendència, la línia Seiwa Genji el clan Minamoto va arribar a la seva fi.